# Sophronisca duprixi
Sophronisca duprixi là một loài bọ cánh cứng trong họ Cerambycidae.